# ديليون بولدوغ
ديليون بولدوغ (Dulüün-Boldog أو Delun-Boldog) هو موقع يقع في دادال، محافظة خنتي، يُعتقد أنها مسقط رأس جنكيز خان. كثيرا ما يشار إليها في الفولكلور المنغولي، ولها سمعة مقدسة بين المغول، وتقع في منطقة ريفية تتكون بالكامل من البلدات والقرى الصغيرة. تم بناء تمثال كبير للخان عام 1962 في عيد ميلاده الثامن والثمانين عام 1162
ويتم الاحتفال بميلاد جنكيز خان باليوم الأول من الشهر الأول لفصل الشتاء وفقا للتقويم المنغولي ويوافق هذا على التقويم الميلادي أوائل نوفمبر بحسب باحثين من أكاديمية العلوم المنغولية.